# Sint-Jansbosch

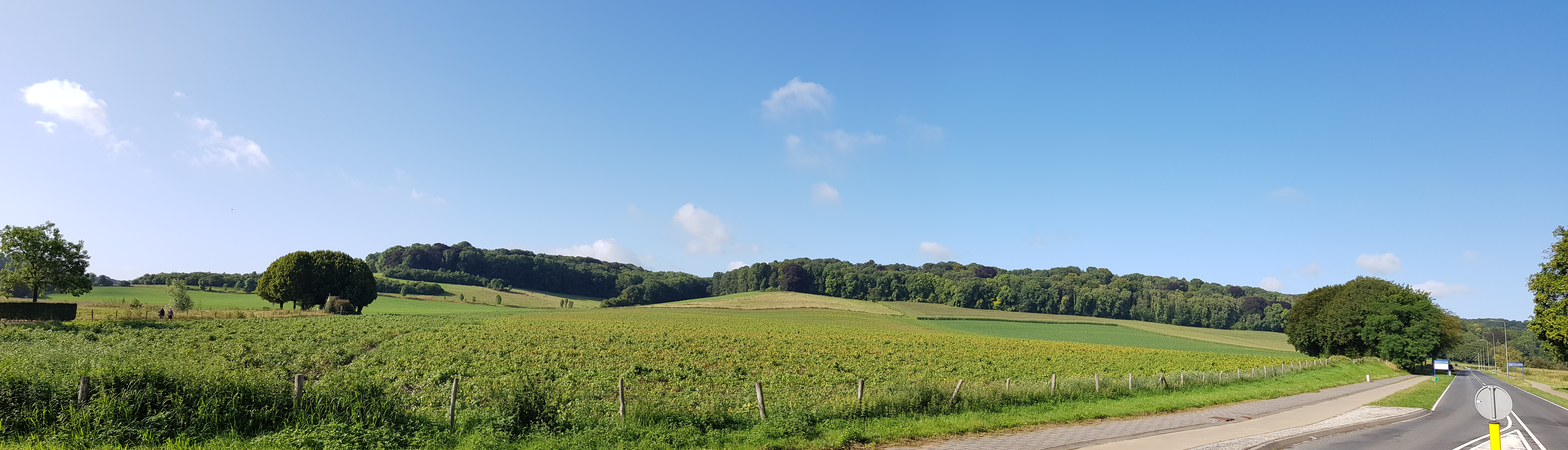
het Sint-Jansbosch vanuit het noorden gezien

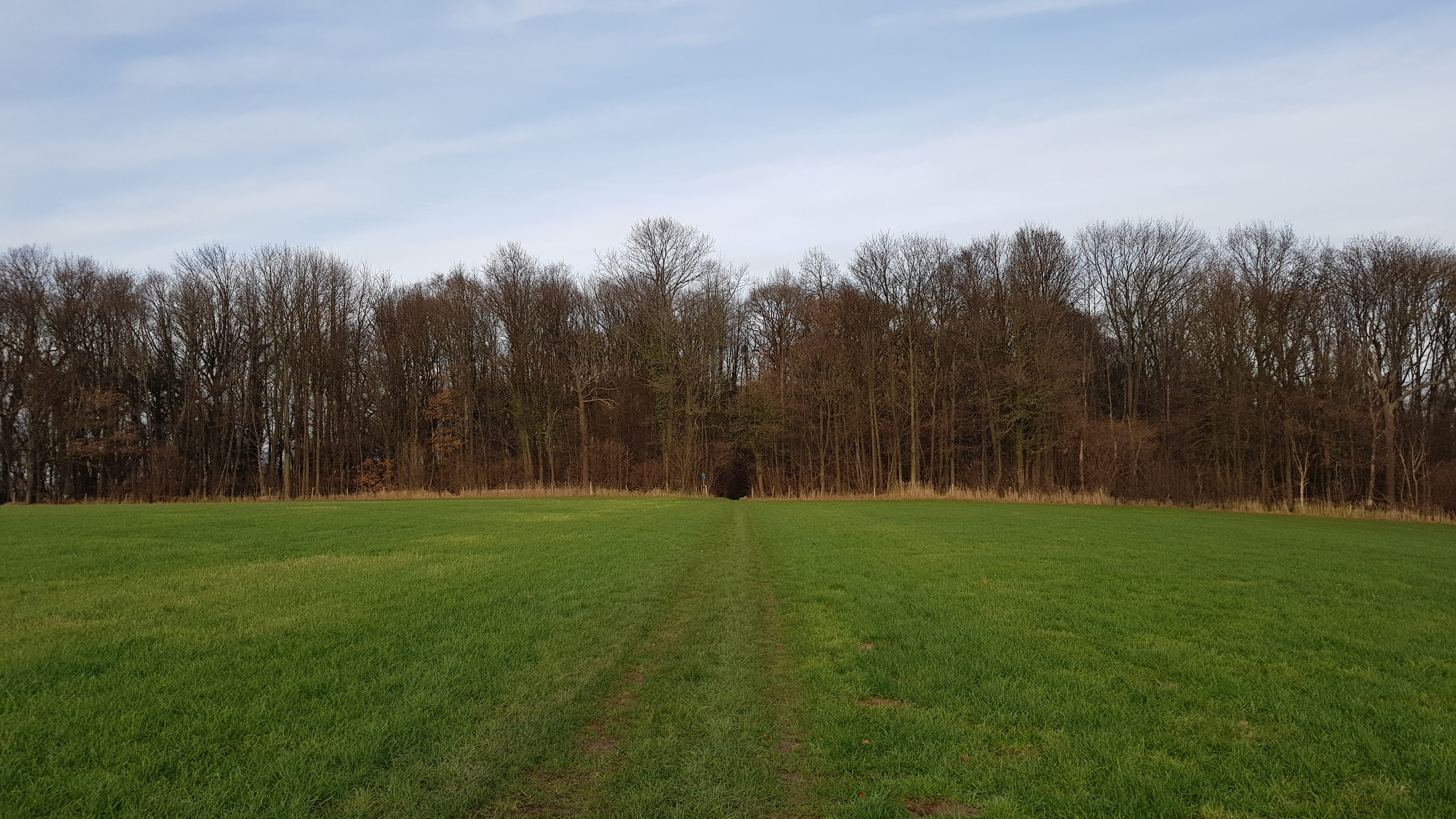

Het Sint-Jansbosch is een hellingbos aan de noordelijke rand van het plateau van Margraten en op de zuidhelling van het dal van de beek de Geul. Aan de noordwestkant gaat het bos over in het Biebosch. Aan de oostzijde ligt het Gerendal. Aan de noordkant ligt in het dal de N595 en Oud-Valkenburg. Ten zuidwesten van het bos liggen de dorpen IJzeren en Sibbe.
In het bos liggen de Sint-Jansboschgroeve I, II, III, IV en V, de Groeve van de Scheve Spar I, de Groeve van de Scheve Spar II en de Groeve Gerendal.
Ten noordoosten van het bos staat aan de voet van het hellingbos de Sint-Jansboskapel.
Aan de overzijde van het dal ligt de Schaelsberg met de kluis en het Schaelsbergerbos.